# 74º Campeonato Brasileiro Absoluto de Xadrez
O  74º Campeonato Brasileiro Absoluto de Xadrez foi uma competição de xadrez organizada pela CBX referente ao ano de 2007. Foi disputada na cidade do Rio de Janeiro entre 14 de dezembro e 22 de dezembro de 2007. O GMI Giovanni Vescovi venceu a competição com 9 pontos em 11 possíveis.
Foi o quinto título brasileiro de Vescovi.

## Regulamento
O campeonato brasileiro de 2007 foi disputado no sistema de pontos corridos.
Sistema de pontuação
- 1,0 ponto por vitória
- 0,5 ponto por empate
- 0,0 ponto por derrota

Ritmo de Jogo
1:30h + 30 segundos de acréscimo por lance.
Critérios de desempate
1. Confronto Direto
2. Sonneborn-Berger
3. Maior número de vitórias
4. Sorteio

Árbitro
- Ricardo Barata

## Classificação
| Final | Final              | Final | Final  | Final     | Final  | Final    | Final |
| Pos.  | Nome               | UF    | Pontos | Confronto | Berger | Vitórias |       |
| ----- | ------------------ | ----- | ------ | --------- | ------ | -------- | ----- |
| 1º    | Giovanni Vescovi   | SC    | 9.0    | -         | 44.00  | 7        |       |
| 2º    | Rafael Leitão      | SP    | 8.5    | -         | 41.75  | 6        |       |
| 3º    | Gilberto Milos     | SP    | 7.0    | -         | 34.75  | 4        |       |
| 4º    | Krikor Mekhitarian | SP    | 6.5    | -         | 28.25  | 4        |       |
| 5º    | Diego Di Berardino | SP    | 6.0    | -         | 26.50  | 4        |       |
| 6º    | Herman Claudius    | RJ    | 5.5    | ½         | 26.25  | 2        |       |
| 7º    | Roberto Molina     | MG    | 5.5    | ½         | 25.25  | 3        |       |
| 8º    | Everaldo Matsuura  | SC    | 5.0    | ½         | 26.00  | 2        |       |
| 9º    | Jorge Bittencourt  | ES    | 5.0    | ½         | 22.50  | 3        |       |
| 10º   | André Diamant      | SP    | 4.0    | -         | 18.25  | 3        |       |
| 11º   | Yago Santiago      | PE    | 2.0    | ½         | 9.00   | 1        |       |
| 12º   | Roberto Calheiros  | PE    | 2.0    | ½         | 8.50   | 0        |       |

## Resultados
| 1ª Rodada - 14/12/2007 (18h) | 1ª Rodada - 14/12/2007 (18h) | 1ª Rodada - 14/12/2007 (18h) | 1ª Rodada - 14/12/2007 (18h) |
| Brancas.                     |                              | Pretas                       |                              |
| ---------------------------- | ---------------------------- | ---------------------------- | ---------------------------- |
| Diego                        | ½ - ½                        | Yago                         |                              |
| Krikor                       | ½ - ½                        | Milos                        |                              |
| Bittencourt                  | 0 - 1                        | Diamant                      |                              |
| Matsuura                     | ½ - ½                        | Herman                       |                              |
| Vescovi                      | ½ - ½                        | Leitão                       |                              |
| Calheiros                    | ½ - ½                        | Molina                       |                              |

| 2ª Rodada - 15/12/2007 (16h) | 2ª Rodada - 15/12/2007 (16h) | 2ª Rodada - 15/12/2007 (16h) | 2ª Rodada - 15/12/2007 (16h) |
| Brancas.                     |                              | Pretas                       |                              |
| ---------------------------- | ---------------------------- | ---------------------------- | ---------------------------- |
| Yago                         | 0 - 1                        | Molina                       |                              |
| Leitao                       | 1 - 0                        | Calheiros                    |                              |
| Herman                       | 0 - 1                        | Vescovi                      |                              |
| Diamant                      | 0 - 1                        | Matsuura                     |                              |
| Milos                        | ½ - ½                        | Bittencourt                  |                              |
| Diego                        | ½ - ½                        | Krikor                       |                              |

| 3ª Rodada - 16/12/2007 (13h) | 3ª Rodada - 16/12/2007 (13h) | 3ª Rodada - 16/12/2007 (13h) | 3ª Rodada - 16/12/2007 (13h) |
| Brancas.                     |                              | Pretas                       |                              |
| ---------------------------- | ---------------------------- | ---------------------------- | ---------------------------- |
| Krikor                       | 1 - 0                        | Yago                         |                              |
| Bittencourt                  | 0 - 1                        | Diego                        |                              |
| Matsuura                     | 0 - 1                        | Milos                        |                              |
| Vescovi                      | 1 - 0                        | Diamant                      |                              |
| Calheiros                    | ½ - ½                        | Herman                       |                              |
| Molina                       | 0 - 1                        | Leitão                       |                              |

| 4ª Rodada - 16/12/2007 (19h30) | 4ª Rodada - 16/12/2007 (19h30) | 4ª Rodada - 16/12/2007 (19h30) | 4ª Rodada - 16/12/2007 (19h30) |
| Brancas.                       |                                | Pretas                         |                                |
| ------------------------------ | ------------------------------ | ------------------------------ | ------------------------------ |
| Yago                           | 0 - 1                          | Leitão                         |                                |
| Herman                         | ½ - ½                          | Molina                         |                                |
| Diamant                        | ½ - ½                          | Calheiros                      |                                |
| Milos                          | ½ - ½                          | Vescovi                        |                                |
| Diego                          | 1 - 0                          | Matsuura                       |                                |
| Krikor                         | 1 - 0                          | Bittencourt                    |                                |

| 5ª Rodada - 17/12/2007 (16h) | 5ª Rodada - 17/12/2007 (16h) | 5ª Rodada - 17/12/2007 (16h) | 5ª Rodada - 17/12/2007 (16h) |
| Brancas.                     |                              | Pretas                       |                              |
| ---------------------------- | ---------------------------- | ---------------------------- | ---------------------------- |
| Bittencourt                  | 1 - 0                        | Yago                         |                              |
| Matsuura                     | ½ - ½                        | Krikor                       |                              |
| Vescovi                      | 1 - 0                        | Diego                        |                              |
| Calheiros                    | 0 - 1                        | Milos                        |                              |
| Molina                       | 1 - 0                        | Diamant                      |                              |
| Leitão                       | ½ - ½                        | Herman                       |                              |

| 6ª Rodada - 18/12/2007 (16h) | 6ª Rodada - 18/12/2007 (16h) | 6ª Rodada - 18/12/2007 (16h) | 6ª Rodada - 18/12/2007 (16h) |
| Brancas.                     |                              | Pretas                       |                              |
| ---------------------------- | ---------------------------- | ---------------------------- | ---------------------------- |
| Yago                         | 0 - 1                        | Herman                       |                              |
| Diamant                      | 0 - 1                        | Rafael                       |                              |
| Milos                        | 1 - 0                        | Molina                       |                              |
| Diego                        | 1 - 0                        | Calheiros                    |                              |
| Krikor                       | 0 - 1                        | Vescovi                      |                              |
| Bittencourt                  | ½ - ½                        | Matsuura                     |                              |

| 7ª Rodada - 19/12/2007 (13h) | 7ª Rodada - 19/12/2007 (13h) | 7ª Rodada - 19/12/2007 (13h) | 7ª Rodada - 19/12/2007 (13h) |
| Brancas.                     |                              | Pretas                       |                              |
| ---------------------------- | ---------------------------- | ---------------------------- | ---------------------------- |
| Matsuura                     | 0 - 1                        | Yago                         |                              |
| Vescovi                      | 1 - 0                        | Bittencourt                  |                              |
| Calheiros                    | 0 - 1                        | Krikor                       |                              |
| Molina                       | 1 - 0                        | Diego                        |                              |
| Leitão                       | ½ - ½                        | Milos                        |                              |
| Herman                       | 1 - 0                        | Diamant                      |                              |

| 8ª Rodada - 19/12/2007 (19h30) | 8ª Rodada - 19/12/2007 (19h30) | 8ª Rodada - 19/12/2007 (19h30) | 8ª Rodada - 19/12/2007 (19h30) |
| Brancas.                       |                                | Pretas                         |                                |
| ------------------------------ | ------------------------------ | ------------------------------ | ------------------------------ |
| Yago                           | 0 - 1                          | Diamant                        |                                |
| Milos                          | ½ - ½                          | Herman                         |                                |
| Diego                          | 0 - 1                          | Leitão                         |                                |
| Krikor                         | 1 - 0                          | Molina                         |                                |
| Bittencourt                    | 1 - 0                          | Calheiros                      |                                |
| Matsuura                       | ½ - ½                          | Vescovi                        |                                |

| 9ª Rodada - 20/12/2007 (16h) | 9ª Rodada - 20/12/2007 (16h) | 9ª Rodada - 20/12/2007 (16h) | 9ª Rodada - 20/12/2007 (16h) |
| Brancas.                     |                              | Pretas                       |                              |
| ---------------------------- | ---------------------------- | ---------------------------- | ---------------------------- |
| Vescovi                      | 1 - 0                        | Yago                         |                              |
| Calheiros                    | 0 - 1                        | Matsuura                     |                              |
| Molina                       | ½ - ½                        | Bittencourt                  |                              |
| Leitão                       | 1 - 0                        | Krikor                       |                              |
| Herman                       | ½ - ½                        | Diego                        |                              |
| Diamant                      | 1 - 0                        | Milos                        |                              |

| 10ª Rodada - 21/12/2007 (16h) | 10ª Rodada - 21/12/2007 (16h) | 10ª Rodada - 21/12/2007 (16h) | 10ª Rodada - 21/12/2007 (16h) |
| Brancas.                      |                               | Pretas                        |                               |
| ----------------------------- | ----------------------------- | ----------------------------- | ----------------------------- |
| Yago                          | 0 - 1                         | Milos                         |                               |
| Diego                         | 1 - 0                         | Diamant                       |                               |
| Krikor                        | ½ - ½                         | Herman                        |                               |
| Bittencourt                   | ½ - ½                         | Leitão                        |                               |
| Matsuura                      | ½ - ½                         | Molina                        |                               |
| Vescovi                       | 1 - 0                         | Calheiros                     |                               |

| 11ª Rodada - 22/12/2007 (10h) | 11ª Rodada - 22/12/2007 (10h) | 11ª Rodada - 22/12/2007 (10h) | 11ª Rodada - 22/12/2007 (10h) |
| Brancas.                      |                               | Pretas                        |                               |
| ----------------------------- | ----------------------------- | ----------------------------- | ----------------------------- |
| Calheiros                     | ½ - ½                         | Yago                          |                               |
| Molina                        | ½ - ½                         | Vescovi                       |                               |
| Leilão                        | ½ - ½                         | Matsuura                      |                               |
| Herman                        | 0 - 1                         | Bittencourt                   |                               |
| Diamant                       | ½ - ½                         | Krikor                        |                               |
| Milos                         | ½ - ½                         | Diego                         |                               |